# Hildegard Jone
Hildegard Jone (geboren als Hildegard Huber 1. Juni 1891 in Sarajewo, Bosnien und Herzegowina, Österreich-Ungarn; gestorben 28. August 1963 in Purkersdorf bei Wien) war eine österreichische Lyrikerin und Künstlerin.

## Leben
Hildegard Huber war eine Tochter des Architekten Huber, unter ihren mütterlichen Vorfahren war die Gräfin Deym, geborene Josephine Brunsvik. Sie wuchs in Sarajewo auf. Huber wählte den Künstlernamen Jone in Anlehnung an die attischen Ionier. Sie besuchte ab 1908 die Wiener Kunstschule für Frauen und Mädchen und wurde Privatschülerin des Bildhauers Josef Humplik, den sie 1921 heiratete. Beide übersiedelten 1934 von Wien nach Purkersdorf.
Jones ab 1928 durch die Auseinandersetzung mit Ideen des Philosophen Ferdinand Ebner geprägte christlich-katholisch orientierte Lyrik wurde einem breiteren Publikum durch Vertonungen von Anton Webern (op. 23, 25, 26, 29, 31) bekannt.

## Werke (Auswahl)
- Ring, Mein Bewußtsein!, Wien: Verlag des Ver!, 1918 (Das neue Gedicht 6).
- Der Mensch im Dunkeln, in: Der Brenner 11 (Frühling 1927), S. 101–156.
- Via inviae. Im Gedenken an Ferdinand Ebner, in: Der Brenner 13 (Herbst 1932), S. 60–74.
- Selige Augen, Freiburg: Herder, 1938 (Zeugen des Wortes).
- Anima. Gedichte des Gottesjahres, Wien: Herder 1948.
- Tu auf dein Herz, Wien: Herder, 1948/49.